# Karipuna de Rondônia
Os Karipuna de Rondônia (também conhecidos como Ahé ou Karipuna) são um povo indígena que vive no Brasil, no estado de Rondônia. Com uma população total de 28 pessoas, fazem parte da família linguística Tupi-Guarani.